# Diphyus efferus
Diphyus efferus är en stekelart som först beskrevs av Wesmael 1854.  Diphyus efferus ingår i släktet Diphyus och familjen brokparasitsteklar. Inga underarter finns listade i Catalogue of Life.